# Кукаркин, Евгений Николаевич
Кукаркин Евгений Николаевич (род. 14 мая 1940, Ленинград — 09 мая 2020) — российский писатель, сценарист, прозаик.
По профессии инженер-химик. Начал писать повести в 1994. Первая повесть «Я — Кукла» опубликована в одноимённой книге в 1995 г., а в 2001 г. по её мотивам режиссёром Ю. Карой снят одноимённый художественный фильм.
Первые картины написаны в 2007 г.
- Лауреат Чеховского фонда культуры 1995 г. за повесть «Вспышка»;
- Лауреат международного Московского кинофестиваля 1995 г. в конкурсе сценариев за повесть «Бизерта-Х»;
- Гран-при международного Московского кинофестиваля 1995 г. в конкурсе сценариев за повесть «Я — кукла»;
- Отмечен как автор интересной работы в конкурсе «Невские берега» 1996 г. за сценарий «Кто вы, генерал Орлов?».

## Краткая творческая биография
Основной жанр повестей — приключенческая литература, хотя многие повести носят политический и детективный оттенок. Исключение составляют, пожалуй, три повести: «Депутат», «Курсы повышения квалификации, или слюнявая собачка Пати» и «Долгоносики» — все они юмористические.
Первая повесть «Я — кукла» была написана в 1994 г. и опубликована почти через год после написания, в 1995 г.
В 1995 году Евгений Николаевич написал киносценарии по своим повестям «Я — кукла» и «Бизерта-Х» и отправил на конкурс сценариев в Москву на международный Московский кинофестиваль, где они удостоились самых высоких наград. Особенно удивителен тот факт, что сценарии никому тогда не известного писателя получили такой впечатляющий отклик на конкурсе. Через два месяца после конкурса была выпущена книга-сборник «Я — кукла», куда вошли несколько повестей.
В 1996 издана книга «Смерть всегда идёт рядом». В 1998 году изданы 2 книги «Долгая дорога в преисподнюю» и «Метод беззакония».
«Депутат» является первой повестью писателя, которая появилась в интернете. Она была загружена в fido-конференцию relcom.humor, и уже оттуда взяты её копии и размещены на многих сайтах. Книгу удалось обнаружить даже на одном из первых сборников CD «Библиотека в кармане». К сожалению, тогда был разослан не полный вариант, включающий только первые две части повести.
В 2001 году Евгений Кукаркин становится членом союза писателей в Санкт-Петербурге.
В 2002 году в Москве состоялась премьера художественного фильма по мотивам повести «Я — кукла».
Скончался в начале мая 2020 года, похоронен на Смоленском православном кладбище.

## Повести
Написаны с 1994 по 2009 гг.
- 37-й пост
- А был ли мальчик? (входит в книгу «Я — кукла»)
- Новый альфонс
- Аромат убийства
- Беженцы (входит в книгу «Долгая дорога в преисподнюю»)
- Бизерта-Х (входит в книгу «Я — кукла»)
- Будни после праздника (входит в книгу «Долгая дорога в преисподнюю» Существует в варианте пьесы)
- Город чёрной судьбы (также известна как «Чёрная дыра Сибири»)
- Дальнобойщики (входит в книгу «Смерть всегда рядом»)
- Дальний гарнизон
- Дельфинарий (входит в книгу «Метод беззакония»)
- Депутат (На официальном сайте опубликована полная версия повести)
- Диггеры большого города
- Долгая дорога в преисподнюю (входит в книгу «Долгая дорога в преисподнюю»)
- Бионас-2 (также известна как «Долгоносики»)
- Дыхание кризиса (входит в книгу «Смерть всегда рядом»)
- Эти нежные девичьи руки
- Эксперимент (входит в книгу «Смерть всегда рядом»)
- Маленький секрет (также известна как «Фифти-Фифти»)
- Фрагменты тюремной жизни (входит в книгу «Смерть всегда рядом»)
- Горечь победы (входит в книгу «Метод беззакония»)
- Грабить банк по-русски
- Китайский синдром
- Корона графини Вревской
- Корпус А блок 4
- Кристалл (входит в книгу «Я — кукла»)
- Кто вы, генерал Орлов?
- Разносчик смерти (также известна как «Кто же я?»)
- Кучер
- Курсы повышения квалификации… или слюнявая собачка Пати
- Лоббист — это опасная профессия (также известна как «Лоббист»)
- Любой ценой (входит в книгу «Метод беззакония»)
- Луна — моё проклятие
- Лжесвидетель
- Медвежатник
- Метод беззакония (входит в книгу «Метод беззакония»)
- Мне приказал ОН
- Моя жена — дочь колдуньи (также известна как «Моя жена — всевидящая»)
- Море без надежды
- Узник моря (также известна как «Море не для меня»)
- Мы оба очень разные
- Наемники
- Направление в ад
- Одиссея морского диверсанта (также известна как «Одиссея подводного диверсанта»)
- Однажды в морге
- Грызу небо зубами (2-я редакция, также известна как «Операция а Мали»)
- Операция «Челнок»
- Отдел «С»
- Первый (входит в книгу «Смерть всегда рядом»)
- Последняя стоянка (ПОСВЯЩАЕТСЯ К 300-ЛЕТИЮ РУССКОГО ФЛОТА)
- Пределы выживания (также известна как «Полигон»)
- Господин президент, госпожа… (также известна как «Президент»)
- Принц
- Проект 48
- Проводник
- Путешествие к людоеду
- Рай
- Её звали Надя (2-я редакция, также известна как «Разборки в одной организации»)
- Это дано от бога (также известна как «Самый лучший стрелок»)
- Кухня смерти (также известна как «Скороварка»)
- Смерть всегда рядом (входит в книгу «Смерть всегда рядом»)
- Сначала страх
- Спасатели
- Карьера агента Барсова (также известна как «Спецагент третьей категории»)
- Тревожные дни Конго
- Трофейщик (входит в книгу «Я — кукла»)
- Трудно быть героем
- Убийца нужен всем
- Уборщики ада (входит в книгу «Долгая дорога в преисподнюю»)
- Урок истории (входит в книгу «Долгая дорога в преисподнюю»)
- Во всем виноват Мишка (входит в книгу «Я — кукла»)
- Как поймать колокольчика (также известна как «Всегда есть надежда»)
- Мы готовим смерть (также известна как «Всё для будущей войны»)
- Всё начиналось в Казани
- Вспышка (входит в книгу «Я — кукла»)
- Я — кукла (входит в книгу «Я — кукла», одноимённый фильм по мотивам повести «„Я — кукла“»)
- Заговор
- Залив Скапа-Флоу
- Замполит
- Завещание Имама
- Жемчужина моей коллекции
- Господин капитан
- Техас-сити 47 года
- Среди нас выживает сильнейший (повесть первая) (2-я редакция, также известна как «Это наша война»)
- Среди нас выживает сильнейший (повесть вторая)
- Кто же виноват? (3-я редакция, также известна как «Я тоже виноват?», «Маленький кусочек большой жизни»)
- В аренду подругу (2-я редакция, также известна как «Полоса неудач»)
- Джокер
- Грязная бомба
- Взрыв
- Меч самурая
- Раскопки на берегу Сул
- Кафе «Св. Апостол Петр»
- Советник
- Подводные гладиаторы
- Мы — репортёры
- Последняя песня (2-я редакция, также известна как «Обыкновенные неприятности»)
- Колонна

## Фильмы
В 2001 году по мотивам повести Евгения Кукаркина «Я — кукла» был снят одноимённый фильм. 6 и 9 марта 2002 года в Доме Кино в Москве состоялся премьерный показ фильма.
Фильм включил в себя сюжеты, связанные исключительно с той частью повести, которая рассказывает о заключении главного героя в лагерь «кукол».